# Vespoidea

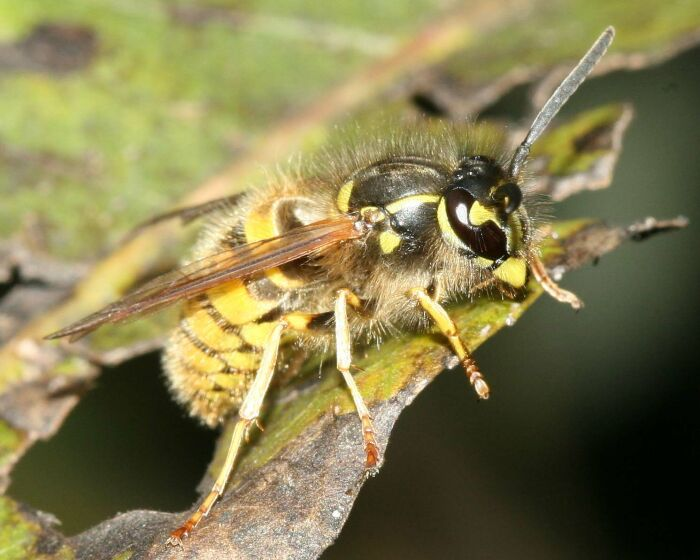
Vespula vulgaris

Vespoidea este o suprafamilie taxonomică de insecte care face parte din ordinul Hymenoptera. Împreună cu suprafamiliile Apoidea și Chrysidoidea fac parte din infraordinul Aculeata. Suprafamilia Vespoidea cuprinde 10 familii cu ca. 24.000 de specii în care se află familiile Vespidae și Formicidae.

## Sistematică
```
  Vespoidea 
    ├── 
Sierolomorphidae

    └── N.N.
        ├── N.N.
        │   ├── (Tiphiidae)
        │   └── N.N.
        │       ├── (Sapygidae)
        │       └──  (Mutillidae)
        └── N.N.
            ├── N.N.
            │   ├── (Pompilidae)
            │   └── 
Rhopalosomatidae

            └── N.N.
                ├── 
Bradynobaenidae

                └── N.N.
                    ├──  (Formicidae)
                    └── N.N.
                        ├──  (Vespidae)
                        └── (Scoliidae)
```